# Piddubne, Sokal
Piddubne (în ucraineană Піддубне) este un sat în comuna Kariv din raionul Sokal, regiunea Liov, Ucraina.

## Demografie
Componența lingvistică a localității Piddubne
     Ucraineană (100%)
Conform recensământului din 2001, toată populația localității Piddubne era vorbitoare de ucraineană (100%).